# IC 1523
IC 1523 је елиптична галаксија у сазвјежђу Рибе која се налази на листи објеката дубоког неба у Индекс каталогу. Ова галаксија се налази на само 2' источно од звезде 4. магнитуде Omega Psc.
Деклинација објекта је + 6° 52' 25" а ректасцензија 23h 59m 6,5s. Привидна величина (магнитуда) објекта IC 1523 износи 15,3 а фотографска магнитуда 16,3. IC 1523 је још познат и под ознакама IC 5368, NPM1G +06.0624, PGC 3091908.